# 潮州革命烈士纪念碑
潮州革命烈士纪念碑，位于中国广东省潮州市市区，为潮州市的一个市、县级文物保护单位，类型为近现代重要史迹及代表性建筑，公布时间为1987年12月。
潮州革命烈士纪念碑的历史年代为1955。